# Alophosoma pallidula
Alophosoma pallidula är en fjärilsart som beskrevs av Turner 1936. Alophosoma pallidula ingår i släktet Alophosoma och familjen nattflyn. Inga underarter finns listade i Catalogue of Life.